# Талатозухії
Талатозухії (Thalattosuchia) — група вимерлих мезозойських морських крокодилів, відома від нижньої юри. Були еволюційною гілкою, що дуже рано відокремилася від інших крокодилів.

## Загальні морфологічні особливості

Морські талатозухійові крокодили Teleosaurus (А), Metriorhynchus (Б) та Geosaurus

Талатозухії мали дуже довгу морду, в якій верхні щелепи з'єднуються серединним швом. Носові кістки короткі, задньоскроневий отвір широкий, зберігається маленьке преорбітальне вікно, яке може іноді, втім, і втрачатися. Заочноямкова дуга розташована під шкірою, поверхово. Ямчаста скульптура кісток черепа, характерна для мезозухій та евзухій, в талатозухій виявлена слабко. Основа черепа та птеригоїди розташовані горизонтально. Ретроартикулярний відросток довгий. Кінцівки, особливо передні, вкорочені.
Про раннє відгалуження талатозухій від інших крокодилів свідчать вищезгадані розташування та будова преорбітального вікна, заочноямкової дуги та задньоскроневого отвору.

## Систематика
За Фраасом, до даного підряду належали тільки спеціалізовані безпанцерні морські крокодили родини Metriorhynchidae, але кладистичний аналіз, проведений Кларком в 1986 році, продемонстрував їх спорідненість з примітивнішими панцерними морськими крокодилами родини Teleosauridae. Тим не менш, родини талатозухій істотно відрізняються одна від одної, що викликає сумніви в генетичній єдності групи.

### Родина Teleosauridae

Спинний панцир (А), скелет (Б) та черевний панцир (В) Teleosaurus cadomensis

Телеозавриди, менш пристосовані до морського життя, жили в прибережних морях, були одягнені в панцер: на спині — з розрослених парамедіанних пластинок, на череві — з мозаїки розділених швами невеликих кісткових пластинок. Телеозавриди плавали за допомоги рухів хвоста, вкорочені передні кінцівки не були перетворені в ласти. Морда була сильно подовжена, як у сучасних гавіалів, можливо, у зв'язку з харчуванням у воді.
Відомо понад 10 родів телеозаврид, головним чином, з юри Західної Європи, але найпоширеніший рід Steneosaurus траплявся також у нижній юрі Південної Америки та Мадагаскару, а рід Machimosaurus вказано також і для нижньої крейди Західної Європи. Виливання ендокранія Steneosaurus відображає їх велику схожість за формою головного мозку з сучасними крокодилами, але більша ширина внутрішньочерепних вен, можливо, пов'язана з труднощами мозкового кровообігу при пірнанні.
Телеозавриди були зазвичай завдовжки 3-4 м, але ранньокрейдовий Machimosaurus досягав 9,5 м. Цей крокодил відрізнявся також сплощеними щоковими зубами. У представників «багатозубого» роду Teleosaurus загальне число зубів в щелепах досягало 200.

### Родина Metriorhynchidae

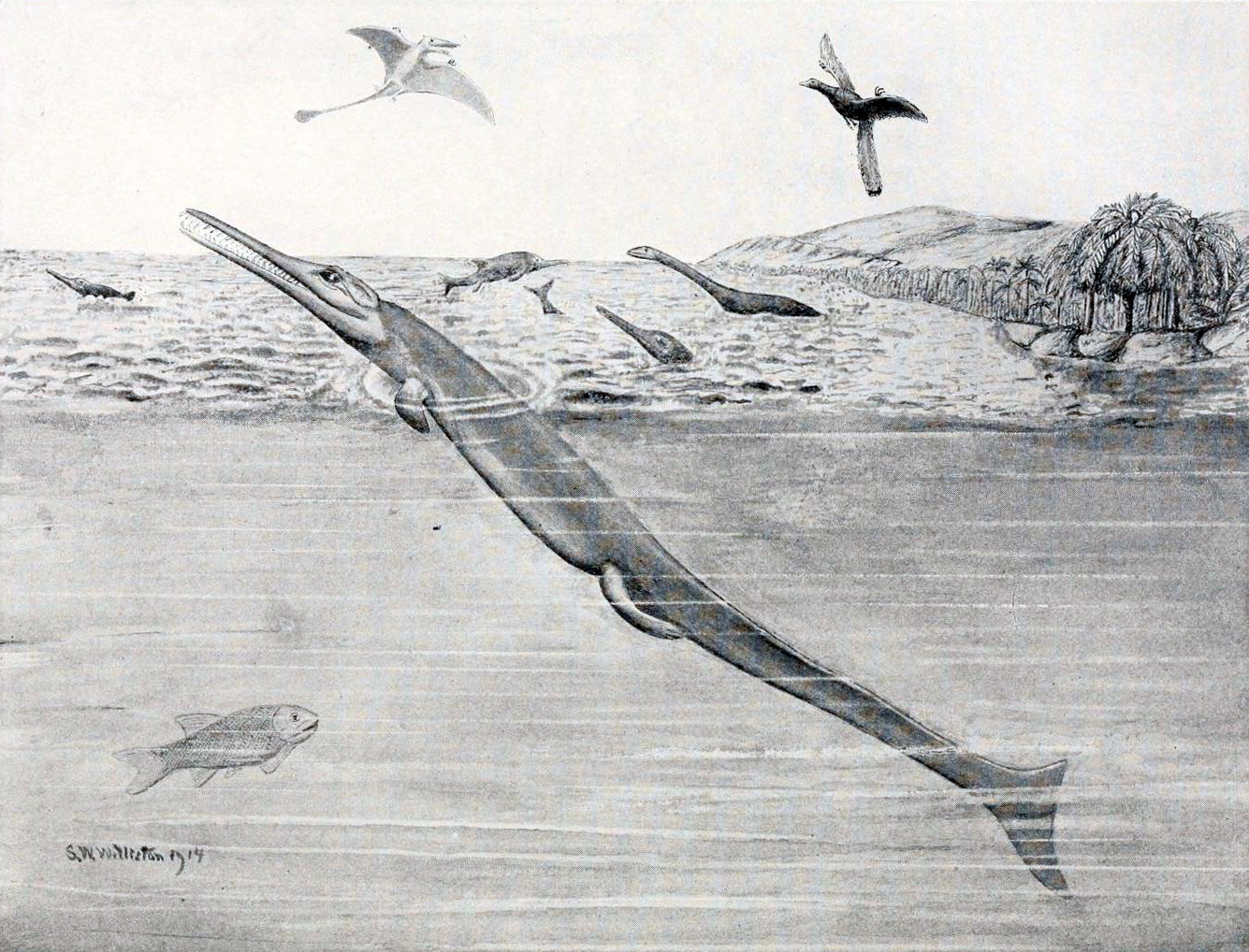
Морський крокодил Geosaurus

Метріоринхіди — найбільш спеціалізовані морські крокодили, які повністю втратили панцер, за винятком ранньоюрського Pelagisaurus, що зберігав його залишки; очевидно, цей крокодил являв собою сполучну ланку між метріоринхідами та телеозаврами. Шия дещо вкорочена — на 1-2 сегмента в порівнянні з сучасними крокодилами; хвіст, як у іхтіозаврів, обернено-гетероцеркальний, з вигином в останній чверті, передні кінцівки ластовидні, із сильно вкороченим передпліччям. Хребет дозаду зігнутий вентрально, щоб підтримувати великий хвостовий плавець, загальне число передкрижових хребців збільшується до 26. Поміж черепних кісток скульптура добре виявляється тільки на передньолобній кістці, преорбітальне вікно зазвичай втрачено. Метріоринхіди менші за телеозаврид, завдовжки не перевищують 1,5-2,5 м.
Описано не більше 10 родів метріоринхід. Від нижньої юри походить лише Pelagisaurus, інші ж метріоринхіди відомі лише від середньої та верхньої юри й нижньої крейди. За межами Західної Європи виявлені лише Purranisaurus та Geosaurus у верхній юрі Аргентини.